# Lluzhapa

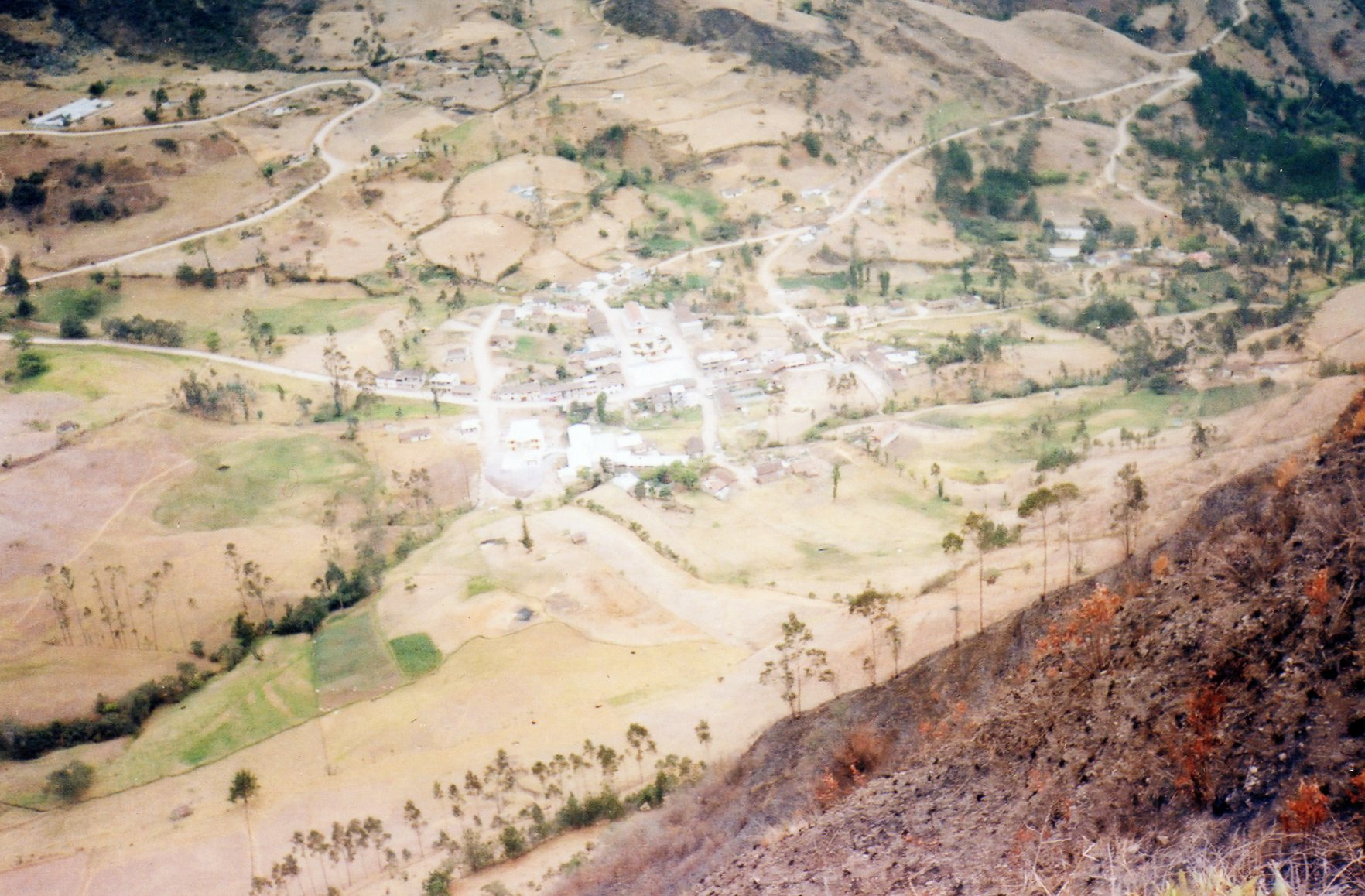
Blick auf den Hauptort Lluzhapa (2000)

Lluzhapa ist eine Ortschaft und eine Parroquia rural („ländliches Kirchspiel“) im Kanton Saraguro der ecuadorianischen Provinz Loja. Die Parroquia besitzt eine Fläche von 73,41 km². Die Einwohnerzahl lag im Jahr 2010 bei 1705.

## Lage
Die Parroquia Lluzhapa liegt in den westlichen Anden im Süden von Ecuador. Der Río Tenta, der Río Naranjo sowie der Río León fließen entlang der östlichen und nordöstlichen Verwaltungsgrenze nach Norden. Entlang der westlichen Verwaltungsgrenze verläuft ein 3100 m hoher Gebirgskamm. Der 2360 m hoch gelegene Hauptort befindet sich 18 km nordwestlich vom Kantonshauptort Saraguro.
Die Parroquia Lluzhapa grenzt im Nordosten an die Provinz Azuay mit der Parroquia El Progreso (Kanton Nabón), im Osten an die Parroquias San Antonio de Cumbe und San Pablo de Tenta, im Süden an die Parroquia Selva Alegre sowie im Westen an die Parroquias Manú und Sumaypamba.

## Orte und Siedlungen
In der Parroquia gibt es folgende Barrios: Centro parroquial, Verdillas, Zarazhapa, Jucos, Corralpamba,  Seucer,  El  Lumo,  La  Loma, Chandel, Azafran, La  Floresta und Guando. Ferner gibt es die Comunidades Tres de Mayo, Yucdal, Ramos Cochaloma, Sevillan und La Vega.

## Geschichte
Am 21. September 1956 wurde die Parroquia Lluzhapa gegründet.